# قصر المويجعي
قصر المويجعي مبنى تاريخي مميز شُيد بمقربة من الواحات منذ حوالي 100 عام. تم بناؤه في السنوات الأولى من القرن العشرين في عهد الشيخ زايد الأول وعلى يد ابنه الشيخ خليفة بن زايد بن خليفة. بعد وفاة الشيخ خليفة الأول، انتقل القصر إلى ابنه الشيخ محمد بن خليفة بن زايد الأول آل نهيان. خلال هذه الفترة، كان بناؤه بارزاً ورائعاً على الرغم من بساطته، إذ كان يتميز بهيكله المربع وأبراج الزوايا البارزة وبوابة المدخل الكبيرة. وكان يستخدم كديوان (مجلس أو مكان للحكم) ومقصد لاجتماع الناس.

## تاريخ القصر
بُني قصر المويجعي في أوائل القرن العشرين في عهد الشيخ زايد بن خليفة الأول وعلى يد ابنه الشيخ خليفة بن زايد بن خليفة.
ويتكون القصر من سور مربع الشكل (65 × 65 متراً) تزيّنه أبراج مربعة بارزة في الزاويتين الشمالية الغربية والجنوبية الشرقية، وبوابة تقع تقريباً في وسط جدار السياج الجنوبي المواجه لواحة المويجعي، وهي أصغر واحة تقع أقصى الجهة الغربية لمنطقة العين.
وتم استخدام القصر بصفته ديواناً (مجلساً أو مقراً للحكم) ومتلقى لأفراد المجتمع.
في عام 1946، تم تعيين الشيخ زايد بن سلطان آل نهيان نائباً للحاكم في العين وانتقل إلى قصر المويجعي الذي أصبح ديوانه ومقراً لعائلته. وبعد عامين، شهد القصر ولادة ابنه الأكبر المغفور له بإذن الله صاحب السمو الشيخ خليفة بن زايد آل نهيان رحمه الله، وفيه أمضى معظم أيام شبابه يستقي الدروس والحِكم من والده.
ويعد قصر المويجعي و واحة المويجعي أحد أهم مواقع العين الثقافية التي تندرج ضمن قائمة مواقع التراث العالمي لليونسكو في منطقة العين، والتي تتضمن عدداً من المواقع الأثرية والمباني التاريخية والحصون وأبراج المراقبة التي تنتشر بكثرة حول الواحات والقرى وعلى أطراف المنطقة.
أثناء فترة إقامته في القلعة، أدخل الشيخ زايد عليها الكثير من الإضافات الأمر الذي يعكس أهميتها المتزايدة، حيث تمت مضاعفة مساحة مبنى الديوان وتم توسيع المطابخ وغرف الضيوف حتى تستوعب الأعداد المتزايدة من الزوار الذين كان يستقبلهم. كما تمت إضافة تحسينات على المسجد، وزادت أهمية قصر المويجعي باعتباره مقصداً مجتمعياً يلتقي فيه الناس في مختلف المناسبات الاجتماعية.
وأصبح الشيخ زايد حاكماً لأبوظبي في عام 1966 وانتقل هو وابنه الشيخ خليفة إلى أبوظبي. ومنذ ذلك الوقت، لم يسكنها أحد فتضررت أبنيتها، واستخدمت لسنوات طويلة كمزرعة لأشجار النخيل. ولكن مراحل الترميم المختلفة التي تُوجت بمشروع التجديد أسهمت في عودة قصر المويجعي كمكان نابض مرة أخرى يعج بأنشطة المشاركة والتعلم.

## نبذة عن القصر
تتفرد منطقة ومدينة «العين» بتاريخ ضارب في القدم؛ فبفضل موقعها الاستراتيجي بين الخليج العربي وبحر العرب، كانت محطّة مهمة على طول الطرق التجارية القديمة التي امتدت حتى الصين. وعُرفت المنطقة على مر العصور كواحات مزدهرة تجذب إليها الرحالة والتجار والمسافرين للاستراحة؛ وهو ما أكدته التنقيبات والمكتشفات الأثرية التي تم اكتشافها، ودلت على أن العين منطقة آهلة بالحياة منذ أكثر من 5000 سنة.
وتزخر منطقة العين بالعديد من المواقع والمباني التاريخية والأثرية التي تحكي فصولاً من تاريخ الإمارات والمنطقة، من أبرزها «قصر المويجعي» الذي يعد من أهم المواقع الأثرية في المنطقة، حيث شهد القصر تعاقب أربعة أجيال من عائلة آل نهيان. وبين أروقته نهل الشيخ خليفة بن زايد آل نهيان أصالة التراث المجيد، مكتسباً مهارات القيادة والدبلوماسية لبناء مستقبل الرفاهية والتقدم لشعبه، ليظل القصر رمزاً يبرز بجلاء العلاقة التي تربط آل نهيان بمدينة العين وواحاتها وتاريخها العريق.

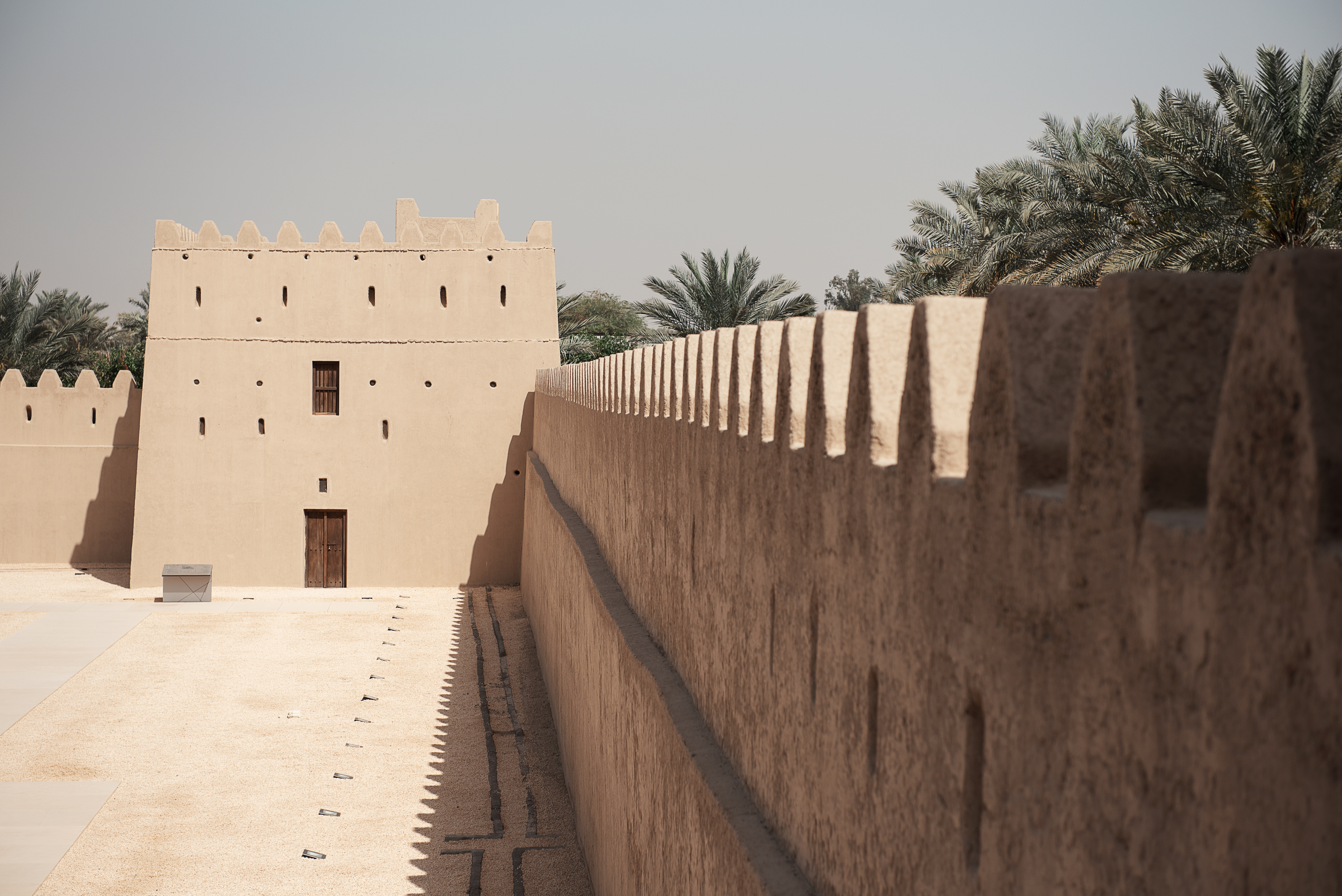
قصر المويجعي بمدينة العين

تعد المويجعي الواحة الأصغر في العين، وتقع في أقصى الجهة الغربية من الواحات على الطريق المؤدي إلى أبوظبي. وتشير عمليات البحث الأثري إلى أن الموقع كان آهلاً بالسكان قبل بناء القصر، ومن المرجح أن تاريخ بداية الاستقرار البشري في المويجعي، تعود إلى الفترة الممتدة ما بين القرنين السابع عشر والتاسع عشر للميلاد، حيث تم اكتشاف قطعة نقدية نحاسية عُثر عليها أثناء عمليات التنقيب الأثري تعود إلى تلك الفترة. كما عُثر أثناء التنقيب في المويجعي على قطعة نقدية يعود تاريخها إلى عام 1897، ما يعني أن القصر بني بعد تاريخ السك المنقوش على القطعة النقدية.
تشير الدراسات إلى أن تشييد قصر المويجعي كان على يد الشيخ خليفة، النجل الأكبر للشيخ زايد بن خليفة (زايد الأول)، الذي كان قائداً متميزاً برؤيته الثاقبة وإرادته الفذة، وعمل على توحيد القبائل في العين، وأشرف خلال العقد الأخير من القرن التاسع عشر على إنشاء الأفلاج وتشييد القلاع والحصون. وهو النهج ذاته الذي سار عليه أبناؤه من بعده، فواصلوا العمل الذي بدأه، وباتت القلاع والحصون رمزاً يجسد المنزلة الرفيعة لأسرة آل نهيان في البناء والتأسيس. كذلك اهتم الشيخ خليفة بن زايد الأول، بالبناء والتطوير في العين، إلى جانب دوره السياسي والقيادي في ترسيخ هيبة الإمارة، حيث كان قائداً مهيب الجانب، وكانت مزارع النخيل في العين جزءاً من جهوده المثمرة في البناء الاقتصادي وتطوير المجتمع، وجاء من بعده ابنه الشيخ محمد بن خليفة الذي سار على نهج أبيه في العلاقات الاجتماعية وكرم الضيافة، فاتخذ من قصر المويجعي مجلساً يلتقي فيه أهل المنطقة.
في منتصف القرن العشرين؛ وتحديداً في عام 1946، أصبح الشيخ زايد بن سلطان آل نهيان، ممثل الحاكم في المنطقة الشرقية. وفي تلك الفترة نفسها تزوج الشيخ زايد من الشيخة حصة، كريمة الشيخ محمد بن خليفة، وبات قصر المويجعي مقر ديوانه ومحل إقامة عائلته، وعقب ذلك بسنتين، شهد القصر ولادة نجله البكر الشيخ خليفة بن زايد آل نهيان. وخلال فترة توليه منصب ممثل الحاكم في مدينة العين، قام الشيخ زايد بن سلطان آل نهيان بإدخال العديد من الإضافات إلى القصر. وتماشياً مع الأهمية السياسية المتنامية للقصر، تم إنشاء الديوان، حيث تعقد المجالس واللقاءات العامة. ومن الإضافات والتحسينات الأخرى التي شهدها القصر؛ بناء المسجد، المطابخ، وتوسعة الغرف والمساحات المخصصة لسكن العائلة.
أما في الوقت الحالي؛ فقد تحول قصر المويجعي إلى متحف بمعايير عالمية رفيعة، يسرد لحظات فارقة في مسيرة دولة الإمارات، من خلال «المعرض الدائم» الذي يضم مجموعة صور فوتوغرافية نادرة، تؤرخ نشأة وحياة وسمات القيادة الرشيدة التي يتمتع بها الشيخ خليفة بن زايد آل نهيان، رئيس الدولة، ولحظة تقلُّده آنذاك منصب ولي عهد أبوظبي، والكثير من إنجازاته الوطنية المهمة، وكذلك التسلسل الزمني لأسرة آل نهيان، والعلاقة الوثيقة للجيل الأول منها بقلعة قصر المويجعي، وتعاقُب آل نهيان على الحكم. كما تسرد مقتنيات المتحف حكاية قصر المويجعي في مدينة العين، بدءاً من أول آثار للحياة في واحة المويجعي وحتى اليوم، ما يسلّط الضوء على محورين رئيسين، هما القيادة والقيم الإماراتية التقليدية التي حافظ عليها المجتمع المحلي وقادته على مر العصور، واعتمدوا عليها في وضع الدعامات الأولى لما آلت إليه البلاد من حضارة وقوة اقتصادية.
قبل افتتاحه كمتحف في نوفمبر 2015، شهد القصر برنامجاً شاملاً لترميمه وإعادة تأهيله، بدأ في أواخر سبعينات القرن الـ20، ثم توسَّع نطاق البرنامج في عام 2009 ليشمل الحفريات الأثرية وأعمال صَوْن معالمه الرامية إلى إظهار حالته الأصلية، وإبراز سماته الأثرية. وحرص فريق العمل على برنامج الترميم على استخدام أساليب ومواد تقليدية لتجديد هيكل القصر، مع ترك أكبر قدر ممكن من أجزاء القصر في مكانها. وبجانب عمليات الترميم؛ قام علماء الآثار بعمليات تنقيب مكثفة في المويجعي، فاكتشفوا اثاراً لأنشطة زراعية في الواحات منذ القرن الثامن عشر، واكتشفوا أدلة على المراحل المختلفة لبناء القلعة.

### الترميم وإعادة التأهيل
يعد هذا المعرض ثمرة عمل عدد كبير من الأفراد، من بينهم علماء الآثار، والمهندسين المعماريين، والمؤرخين، والمنسقين الفنيين.
بالإضافة إلى توفير مساحة جديدة للتعلم في قصر المويجعي، تمثل أحد أهم أهداف المشروع الرئيسية في الحفاظ على القلعة. وتعد هذه المرحلة هي الأخيرة في سلسلة ترميمات قصر المويجعي التي بدأت منذ سبعينيات القرن الماضي. وحتى قبل ذلك الحين كان يتم ترميم وتجديد القلعة باستمرار. ويتراوح مناخ العين بين الحرارة الشديدة والأمطار النادرة الغزيرة، ما يشير إلى أن الجدران الطينية كانت في حاجة دائمة إلى الصيانة الدورية على مدار تاريخ القلعة الممتد لقرن من الزمان.
وكان من المهم الأخذ بعين الاعتبار جميع الأعمال السابقة التي أصبحت جزءاً لا يتجزأ من بنية وتاريخ القلعة. واستخدم فريق الترميم أساليب ومواد تقليدية لتجديد هيكل قصر المويجعي مع ترك أكبر قدر ممكن من أجزاء القصر في مكانها.
بجانب عمليات الترميم، قام علماء الآثار بعمليات تنقيب مكثفة في المويجعي. فاكتشفوا آثارا لأنشطة زراعية في الواحات منذ القرن الثامن عشر، واكتشفوا أدلة على المراحل المختلفة لبناء القلعة. وسيستمر علماء الآثار في العمل في المويجعي لاستكشاف مواد جديدة، كما سيعتمدون في بحثهم على إدراكنا وفهمنا للواحة والقلعة.
وتم تصميم ساحة المعرض بمعرفة المعماريين المشهورين عالميا، ماتشادو وسلفيتي وشركائهما. وتعد هذه البساطة الأنيقة التي يتميز بها المعرض استكمالا لهيكل القلعة التقليدي والمسطحات الخضراء المحيطة. عمل هذا الفريق المتنوع من المتخصصين معا لتصميم هذا المعرض المتميز في قصر المويجعي، احتراما لماضيه وحفاظا عليه من أجل المستقبل.